# Gunnar Jägberg
Gunnar Jägberg, född 10 maj 1971 i Stockholm, är en svensk författare och copywriter. Förutom att ha skrivit ett stort antal humorböcker har han gjort sig känd som en frågesportsexpert efter att ha deltagit i tv-sända frågesporter som Vem vet mest (säsongsmästare 2014), Postkodmiljonären, Smartare än en femteklassare och Muren.
2005 tävlade han i Bungy Comedy, amatörtävlingen för ståuppkomiker. Han vann sin första deltävling, i konkurrens med bland andra Björn Gustafsson, men fick i finalen se sig slagen av Kristoffer Appelquist och Yvonne Johnsson. Under 00-talet skrev Jägberg även skämt och sketcher till diverse radio- och tv-produktioner som Så funkar det i P3 och Orden med Anna Charlotta på UR. 

### Humorböcker
- 2004 – Pinsamma pappor – och skämten de älskar att plåga oss med
- 2005 – Pinsamma föräldrar – eller Med plasthjälm på Autobahn
- 2006 – Dumt sagt av dokusåpakändisar
- 2013 – Handbok för pensionärer
- 2014 – Handbok för svenskar
- 2015 – Handbok för småbarnsföräldrar (tillsammans med Kristofer Kebbon)
- 2019 – Sverige för nybörjare
- 2020 – Handbok för 50+
- 2022 – Hörs jag? – Överlevnadsknep för digitala möten

### På andra språk
- 2019 – Sweden for beginners
- 2022 – Schweden für Anfänger